# Sfânta Lucia
Sfânta Lucia (n. 283 d.Hr., Siracusa, Roma Antică – d. 304 d.Hr., Siracusa, Roma Antică) a fost o martiră creștină din secolul al IV-lea, venerată mai ales în țările scandinave, unde ziua sărbătorii ei, 13 decembrie, era cea mai scurtă zi a anului (ziua cu cea mai lungă noapte) până la reforma gregoriană a calendarului, adoptată de țările respective de-abia în 1752.
Ziua Sfintei Lucia⁠(en)[traduceți] este sărbătorită în continuare cu precădere în Scandinavia, unde este populară mai ales în rândul copiilor, care pregătesc un joc de lumini.

## Galerie de imagini

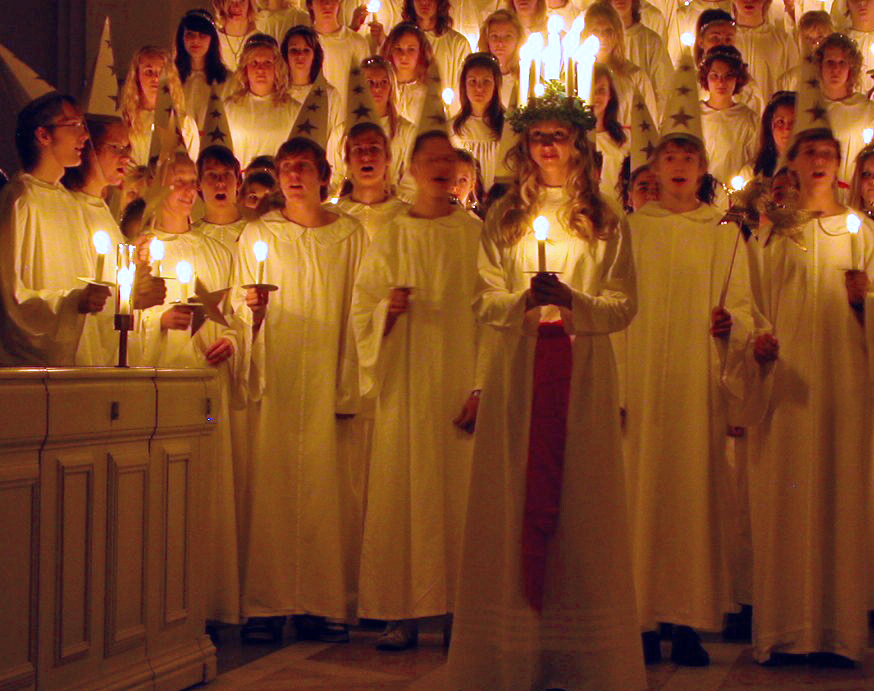
Spectacol de Sfânta Lucia în Suedia (2006)